# Marcela Temer
Marcela Tedeschi Araújo Temer (Paulínia, 16 de mayo de 1983) es la esposa del expresidente de Brasil, Michel Temer, se desempeñó como primera dama de Brasil desde el 31 de agosto de 2016 hasta el 1 de enero de 2019. También fue segunda dama de Brasil de 2011 a 2016. Como primera dama, trabajó en políticas sociales para niños, después de haber sido embajadora del programa Criança Feliz.

## Biografía

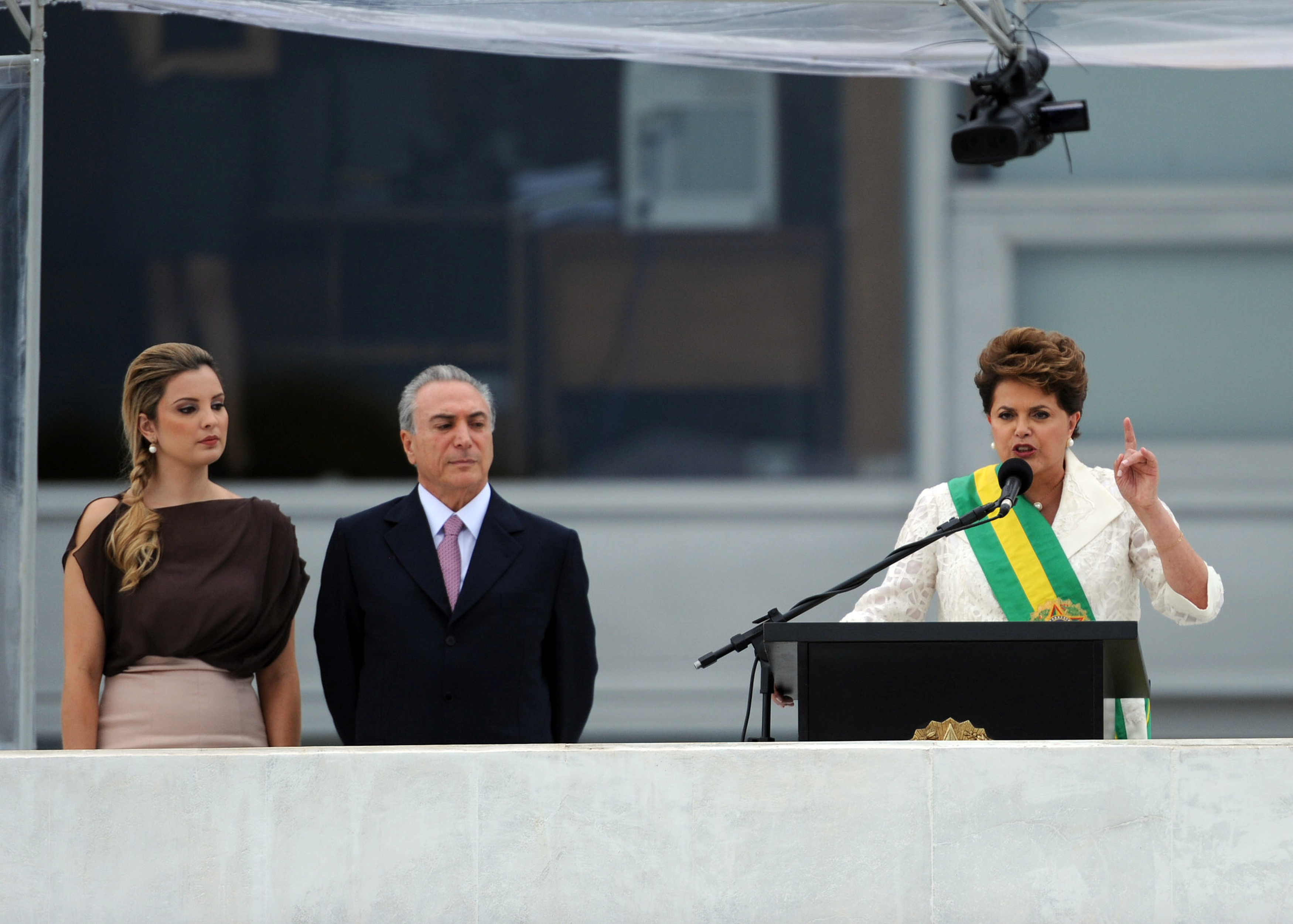
1 de enero de 2011: Dilma Rousseff acaba de asumir como presidenta de Brasil y habla al pueblo en el Palácio do Planalto. A su lado el vicepresidente Michel Temer y su esposa Marcela Temer.

Hija de Carlos Antônio de Araújo, microempresario de restaurantes, y de Norma Tedeschi, ama de casa. Educada en escuela provincial, acompañó a su madre de religión cristiana evangélica en los cultos durante la adolescencia. Después de concluir la enseñanza media, trabajó como recepcionista en el extinto periódico O Momento, hasta que en 2002, a los diecinueve años, disputó el concurso de belleza y ganó el título de Miss Paulínia, haciéndose con el segundo lugar del concurso de belleza Miss São Paulo. Una de sus competidoras la describió como «madura y reservada, amante de las baladas y con la firme intención de casarse temprano».
Ese mismo año conoció a Michel Temer, durante una convención del PMDB, a la cual compareció para acompañar su tío Geraldo, afiliado al partido y operario del ayuntamiento de Paulínia. Encantado con la joven, Temer le propuso una cita. Marcela concurrió acompañada de su madre y el entonces diputado le pidió permiso para salir con ella. Por cerca de un año el diputado Michel Temer fue todos los fines de semana a Paulínia. Se casaron en 26 de julio de 2003, en una ceremonia para solo doce invitados. En 2009, nació el primer hijo de la pareja.
Marcela se formó y educó en Derecho en la facultad de la Institución Privada Fadisp (Facultad Autónoma de Derecho de São Paulo) en el primer semestre de 2010, tras licenciarse a causa del embarazo. No prestó el examen de la OAB debido al compromiso de la maternidad. Los amigos de Temer son unánimes en decir que ella es muy discreta y que, si dependiera del marido, quedaría siempre lejos de los reflectores. Durante el mandato del marido como presidente de la Cámara de los Diputados, ella solo apareció en Brasilia dos veces y siempre era vista con el hijo en brazos. Estuvo en el gabinete solo una vez y se mostró muy cortés con los funcionarios. Según sus amigos, es sencilla y rechaza la exposición, no trabaja y pasa todo el tiempo con su hijo Michelzinho.

### Fenómeno Mediático
Durante la posesión de la presidenta Dilma Rousseff, el 1 de enero de 2011, Marcela acompañó a su esposo durante la ceremonia y llamó la atención de los medios de comunicación brasileños e internacionales, tanto por su belleza como por la gran diferencia de edad entre ella y Michel Temer, ya que ella tenía, en esa época, 27 años y su marido, 70 años de edad. Alrededor de las 21 horas de ese día, su nombre figuraba como viral y Trendig Topic más comentado del Twitter en Brasil, llegando a ser el quinto más comentado en el mundo.
Según el sitio especializado Twend.it, Marcela quedó 32 horas entre los diez términos más comentados en el mundo de los microblogs. Y, según el servicio Trendistic, el pico más alto aconteció a las 14 horas del domingo, cuando los tweets con el nombre de la vice primera dama llegaron a 0,09% de los mensajes en todo el mundo, mientras el cantante Justin Bieber alcanzaba 0,24% de los tweets mundiales en el mismo horario. Datos del sitio web Topsy.com afirmaron que ella tuvo 55 mil menciones en la primera semana de enero.

### Vida tras la posesión
La pareja decidió vivir en el Palacio del Jaburu, pero solamente después que el edificio pasara por una reforma, inclusive con adaptación para el hijo de casi dos años. La facultad donde ella se educó publicó un enorme anuncio en el periódico El Estado de S. Paulo, con una foto de Marcela y de su examen de ingreso en el año 2011. Aunque se formó en Derecho, nunca ejerció la profesión.
Los amigos de Temer sugirieron usar a Marcela como una buena imagen del gobierno federal, siguiendo el ejemplo de Michelle Obama, papel que normalmente sería ejercido por la primera dama. De esa forma, ella podría visitar áreas pobres de las grandes ciudades. Sin embargo, ella se sorprendió por el impacto de la propuesta, y se ha mantenido alejada de los medios de comunicación.